# Llibre de text
El llibre de text és aquell llibre que conté els continguts propis de l'ensenyament escolar, amb suggeriments d'exercicis i guia per al professor. El terme a vegades s'usa ampliat a qualsevol manual de suport a un curs. El llibre de text té una llarga tradició històrica, que parteix amb les primeres cartilles de clàssics per ensenyar llatí. Al segle xx i XXI s'ha vist complementat per una sèrie de quaderns, obres de refèrencia i materials informàtic d'ampliació. A l'Estat espanyol existeix una forta controvèrsia sobre el seu ús i sobre la seva gratuïtat, ja que ha esdevingut el centre dels materials didàctics, amb un 90% de presència a l'ESO.

## Avantatges
- Facilita la tasca docent, en planificar el temps i els continguts
- Serveix de llibre de consulta per a l'alumne, que pot estudiar de manera autodidacta o completar els seus apunts
- S'adequa perfectament a les exigències legals sobre temari a impartir i metodologia
- Inclou en un únic materials l'essència avaluable del curs

## Crítiques
- Afavoreix un aprenentatge passiu i basat en la memòria humana i no en la recerca o la cooperació
- No respon a la diversitat d'interessos dels alumnes, ja que ofereix un itinerari únic
- Actualment pertanyen en règim d'oligopoli a poques editorials que dicten els continguts i la manera de tractar-los
- No afavoreix la innovació docent